# Beth Toussaint
Beth Toussaint, all'anagrafe Elizabeth Toussaint, da sposata Beth Toussaint Coleman (25 settembre 1962), è un'attrice statunitense, attività in campo televisivo e cinematografico dalla fine degli anni ottanta.

## Biografia
Inizia la sua carriera nella seconda metà degli anni ottanta, dopo aver preso parte, nel 1984, al videoclip di Bon Jovi She Don't Know Me, diretto da Martin Kahan. Suo esordio cinematografico è nel film horror Berserker, diretto da Jefferson Richard nel 1987, dopodiché prende parte a un altro film horror, Sbirri oltre la vita, diretto da Mark Goldblatt nel 1988. L'esordio televisivo è invece rappresentato dalla partecipazione, nello stesso anno, all'ottavo episodio della prima stagione della serie televisiva Monsters, Sleeping Dragon. Tra il 1988 e il 1989 prende parte a 17 episodi della soap opera Dallas, impersonando Tracey Lawton McKay.
Nel 1990 prende parte al franchise di fantascienza Star Trek, impersonando Ishara Yar, la sorella della defunta Tasha Yar (Denise Crosby), nell'episodio della quarta stagione della serie Star Trek: The Next Generation, seconda serie live-action del franchise dopo la serie classica, Sorelle (Legacy, 1990). Cresciuta su Turkana IV, Ishara una volta adulta si è unita a una delle due fazioni che si fronteggiavano sul pianeta, la Coalizione, non perdonando mai la sorella per aver abbandonato il pianeta ed essersi unita alla Flotta Stellare.
Nel 1994 prende parte alla serie televisiva di fantascienza Babylon 5, impersonando Anna Sheridan nell'episodio della seconda stagione Rivelazioni (Revelations). Nello stesso anno partecipa al film L'ombra del cacciatore e nel 1995 è nel film Hunter - Giustizia a Los Angeles.
È sposata dal 21 giugno 1996 con il collega Jack Coleman.
Tra il 1996 e il 1997 interpreta il ruolo di Veronica Koslowski, nella serie televisiva Savannah. Nel 1999 recita nel film Hijack - Ore contate.
Nel 2000 è nel film La fortezza: segregati nello spazio e nel 2005 nel film Red Eye.

## Filmografia parziale

### Attrice

#### Cinema
- Berserker, regia di Jefferson Richard (1987)
- Sbirri oltre la vita (Dead Heat), regia di Mark Goldblatt, (1988)
- L'ombra del cacciatore (Project Shadowchaser II), regia di John Eyres (1994)
- Hijack - Ore contate (Hijack) (1999)
- La fortezza: segregati nello spazio (Fortress 2: Re-entry), regia di Geoff Murphy (2000)
- Red Eye, regia di Wes Craven (2005)

#### Televisione
- Monsters - serie TV, episodio 1x08 (1988)
- Dallas - serie TV, 17 episodi (1988-1989)
- Genitori in blue jeans (Growing Pains) - serie TV, episodio 5x07 (1989)
- Star Trek: The Next Generation - serie TV, episodio 4x06 (1990)
- MacGyver - serie TV, episodio 6x10 (1990)
- Matlock - serie TV, episodi 5x01-7x03-7x04 (1990-1992)
- Doppio ricatto (Blackmail), regia di Ruben Preuss - film TV (1991)
- I quattro della scuola di polizia (21 Jump Street) - serie TV,  episodio 5x15 [1991)
- Cin cin (Cheers) - serie TV, episodio 9x24 (1991)
- L'isola maledetta (Danger Island), regia di Tommy Lee Wallace - film TV (1992)
- Melrose Place - serie TV, episodio 1x17 1992)
- Nightmare Cafe - serie TV, episodio 1x02 (1992)
- Il commissario Scali (The Commish) - serie TV, episodio 2x13 (1993)
- Green Dolphin Beat, regia di Tommy Lee Wallace - film TV (1994)
- Fortune Hunter - serie TV, episodio 1x03 (1994)
- Babylon 5 - serie TV, episodio 2x02 (1994)
- Codice violato (Breach of Conduct), regia di Tim Matheson - film TV (1994)
- Legend - serie TV, episodio 1x08 (1995)
- Hunter - Giustizia a Los Angeles (The Return of Hunter) - serie TV, un episodio (1995)
- Marker - serie TV, episodio 1x05 (1995)
- Savannah - serie TV, 34 episodi (1996-1997)
- Deadly Games - serie TV, episodio 1x13 (1997)
- Più forte ragazzi (Martial Law) - serie TV, episodio 1x03 (1999)
- Da un giorno all'altro (Any Day Now) - serie TV, episodio 1x20 (1999)
- Febbre d'amore (The Young and the Restless) - soap opera, 9 episodi (2006)

#### Videoclip
- Bon Jovi She Don't Know Me, regia di Martin Kahan (1984)

### Doppiatrice
- Scream 3, regia di Wes Craven (2003)

## Doppiatrici italiane
Nelle versioni in italiano delle opere in cui ha recitato, Beth Toussaint è stata doppiata da:
- Laura Boccanera in Savannah[2]
- Cristina Boraschi in Star Trek: The Next Generation[3]
- Chiara Salerno in Hijack - Ore contate[4]